# القدم (بني سعد)

تعديل مصدري - تعديل

القدم هي إحدى قرى عزلة قرن المسجد بمديرية بني سعد التابعة لمحافظة المحويت، بلغ تعداد سكانها 146 نسمة حسب تعداد اليمن لعام 2004.